# افعی شاخدار عربی
 افعی شاخدار عربی(نام علمی: Cerastes gasperettii) نام یک گونه از تیره گرزه‌ماران است. افعی شاخدار عربی یک گونه افعی سمی است که در شبه جزیره عربستان و شمال اسرائیل، فلسطین و ایران یافت میشود. 

## شرح
متوسط طول کل افعی شاخدار عربی (از جمله دم) از ۳۰–۶۰ سانتی‌متر است. حداکثر طول این مار ۸۵ سانتی‌متر گزارش شده است. ماده های این نوع معمولاً از نر ها بزرگتر هستند.